# Ivo Raška
Ivo Raška (* 24. dubna 1968 Třinec) je český lékař – urolog a podnikatel, ve volbách do Senátu PČR v roce 2016 kandiduje jako nestraník za hnutí ANO 2011 v obvodu č. 73 – Frýdek-Místek.

## Život
Narodil se v Třinci, oba rodiče pracovali v Třineckých železárnách (jeho otec byl do roku 1990 podnikovým ředitelem). Vystudoval Lékařskou fakultu Univerzity Palackého v Olomouci (promoval v roce 1992 a získal titul MUDr.). Následně složil atestaci v oboru urologie.
Pracuje jako vedoucí lékař urologie v třinecké Nemocnici Podlesí. Mimo to od roku 1999 se svými dvěma kamarády vlastní firmu LACUS CZ, která obchoduje s rybími produkty. Dále působí od roku 2004 jako jednatel a společník s vkladem ve firmě B & R manufacturing a od roku 2009 jako společník s vkladem ve firmě VIA MARIS. Od roku 1998 je rovněž členem dozorčí rady akciové společnosti Mrazírny Praha.
Ivo Raška žije v Třinci. Je ženatý, s manželkou Monikou mají syny Vojtěcha a Václava a dceru Lucii. Mezi jeho záliby patří myslivost a rybaření.

## Politické působení
Není a nikdy ani nebyl členem žádné politické strany, s hnutím ANO 2011 ale sympatizuje téměř od jeho založení.
Ve volbách do Senátu PČR v roce 2016 kandidoval jako nestraník za hnutí ANO 2011 v obvodu č. 73 – Frýdek-Místek. Se ziskem 16,28 % hlasů skončil na 3. místě a do druhého kola nepostoupil.